# Карл Кізеветтер
Карл Кізеветтер (нім. Karl Kiesewetter; 7 липня 1887, Гота — 11 липня 1965, Кобург) — німецький військовий ветеринар, доктор ветеринарії, генерал-майор ветеринарної служби вермахту (1 жовтня 1941).

## Біографія
В 1907 році вступив в армію. Учасник Першої світової війни. Після демобілізації армії залишений в рейхсвері. З 15 грудня 1920 року — ветеринар 3-го ескадрону 6-го транспортного батальйону. З 1 січня 1929 року — головний ветеринар 7-го гірського полку, з 1 жовтня 1934 року — 5-ї дивізії, потім — командного управління Ульма і, одночасно, головний ветеринарний офіцер при артилерійському командирі 5. З 1 квітня 1938 року — головний ветеринар 17-го армійського корпусу, з 1 листопада 1940 року — 6-го військового округу. 1 лютого 1944 року відправлений в резерв ОКГ. 30 квітня 1944 року звільнений у відставку.

## Нагороди
- Залізний хрест 2-го класу
- Орден дому Саксен-Ернестіне, лицарський хрест 2-го класу з мечами
- Медаль «За відвагу» (Гессен)
- Почесний хрест ветерана війни з мечами
- Медаль «За вислугу років у Вермахті»
  - 4-го, 3-го, 2-го класу (18 років; 2 жовтня 1936) — отримав 3 нагороди одночасно.
  - 1-го класу (25 років)
- Медаль «У пам'ять 1 жовтня 1938 року»
- Хрест Воєнних заслуг 2-го і 1-го класу з мечами